# Puhdys
 (janvier 2020).
Puhdys (prononcé en allemand : [ˈpuːdis] ) est un groupe de rock allemand, formé à Oranienbourg en République démocratique allemande (RDA) en 1969. 
Bien qu'ils soient particulièrement populaires dans l'est de leur Allemagne natale, Puhdys ont connu un succès considérable en dehors de la RDA et ont été l'un des premiers groupes est-allemands autorisés à faire la tournée de l'Allemagne de l'Ouest. Ils font partie des groupes de rock germanophones les plus populaires (6 de leurs titres ont atteint la première place au Jahreshitparade).  

## Membres (jusqu'en 2016)
- Dieter Maschine Birr (né le 22 mars 1944 à Köslin, Pommern, Allemagne nazie ) - guitare, voix
- Dieter Quaster Hertrampf (né le 29 novembre 1944 à Berlin, Allemagne nazie ) - guitare, voix
- Peter Eingehängt Meyer (né le 5 janvier 1940 à Hohenmölsen, Allemagne nazie ) - claviers, saxophone, chœurs
- Peter Bimbo Rasym (né le 7 juillet 1953 à Bitterfeld, Allemagne de l'Est) - basse, chœur (depuis 1997)

## Anciens membres
- Harry Jeske (né le 6 octobre 1937) - basse (1969-1997)
- Gunther Wosylus (né le 23 décembre 1945) - batterie (1969-1979)
- Klaus Scharfschwerdt (né le 27 février 1955- mort le 10 juin 2022) - batterie (1979-2022)

Suivant la pratique d’autres artistes de disques est-allemands, la plupart des albums de Puhdys jusqu’à Neue Helden portent un numéro de sortie ainsi qu’un titre; ceux-ci sont omis ici, à l'exception des deux premiers albums du groupe. Le nombre d'albums varie légèrement sur certaines sorties ouest-allemandes, de sorte que Schattenreiter était Puhdys 9 en Allemagne occidentale, mais Puhdys 10 en Allemagne de l'Est; comme la pochette a été créée à l’ouest, la version est-allemande comporte un gros dispositif 10 sur la couverture pour dissimuler le chiffre 9. 
Tous les albums de compilation disponibles ne sont pas répertoriés. 
- 1974 : Die Puhdys (1)
- 1975 : Puhdys (2)
- 1976 : Sturmvogel
- 1977 : Rock'n'Roll Music, album de reprises de chansons rock des années 1950
- 1977 : Die großen Erfolge
- 1978 : Perlenfischer
- 1979 : 10 wilde Jahre... 1969 - 1978
- 1979 : Puhdys live (certaines versions ultérieures ajoutent le titre Live im Friedrichstadtpalast, faisant référence au théâtre berlinois où il a été enregistré)
- 1980 : Heiß wie Schnee
- 1981 : Far From Home, album en langue anglaise
- 1982 : Schattenreiter
- 1983 : Computerkarriere
- 1984 : Das Buch
- 1984 : Live in Sachsen
- 1986 : Ohne Schminke
- 1989 : Neue Helden
- 1989 : Jubiläumsalbum, album de reprises de chansons rock des années 1950 et 1960, ainsi que des reprises de chansons de Puhdys par d'autres artistes
- 1992 : Rock aus Deutschland, vol. 19 : Puhdys, série de compilations d'artistes est-allemands
- 1992 : Wie ein Engel
- 1993 : Castle Masters Collection, compilation
- 1993 : Das Beste Aus 25 Jahren, compilation
- 1994 : Zeiten ändern sich
- 1994 : Live-25 Jahre Die Totale Aktion
- 1994 : Raritäten
- 1995 : Bis Ans Ende Der Welt, compilation
- 1995 : Due Beste Aus 25 Jahren, volume 2
- 1996 : Live: In flagranti
- 1996 : Pur, compilation
- 1996 : Die Schönsten Balladen, compilation
- 1996 : Solo - Dieter Birr Intim / Dieter Hertrampf Liebe Pur
- 1997 : Frei wie die Geier
- 1999 : Wilder Frieden
- 1999 : 20 hits aus dreißig Jahren, compilation
- 2000 : was bleibt, compilation
- 2001 : Zufrieden?
- 2001 : Dezembertage, album de Noël
- 2003 : Undercover, album de reprises
- 2004 : Raritäten, volume 2, inclut les chansons de Puhdys d'autres artistes à l'origine sur Jubiläumsalbum
- 2004 : Alles hat seine Zeit
- 2005 : 36 Lieder aus 36 Jahren, compilation
- 2005 : Nur Das Beste, compilation
- 2006 : Dezembernächte, album de Noël
- 2007 : Das Beste Aus Der DDR, compilation
- 2009 : Akustisch
- 2009 : Abenteuer
- 2009 : 1969-2009 40 Jahre Lieder Für Generationen, ensemble de 33 CD
- 2011 : Live Aus Der O2-World
- 2012 : Es war schön
- 2013 : Heilige Nächte
- 2014 : Rocklegenden, Puhdys + City + Karat
- 2015 : Rocklegenden Live, Puhdys + City + Karat
- 2016 : Das letzte Konzert